# Терешпільська волость
Терешпільська волость — історична адміністративно-територіальна одиниця Літинського повіту Подільської губернії з центром у селі Терешпіль.
Колишня назва — Качанівська волость, центр Качанівка.

## Склад
Основні поселення Качанівської волості на 1885 рік:
- Качанівка.
- Адампіль.
- Березівка.
- Бичеви.
- Війтівці.
- Гнатівка.
- Куманівці.
- Мазепинці.
- Мар'янівка.
- Паплинці.
- Семки.
- Скаржинці.
- Сулкова.
- Торчин.
- Терешпіль.
- Цимбалівка.
- Чашки.
- Шпичинці.

Поселення Терешпільської волості на 1905 рік:
- Березівка Польова
- Бичева
- Війтівці
- Зофіпіль[3].
- Гнатівка
- Качанівка
- Крупин
- Куманівці
- Мазепинці
- Мар'янівка
- Северинівка
- Семки
- Скаржинці
- Сулківка
- Терешпіль
- Торчин
- Цимбалівка
- Яблунівка